# Centro Federal de Educação Tecnológica Celso Suckow da Fonseca
Univerzita Rio de Janeiro (Centro Federal de Educação Tecnológica Celso Suckow da Fonseca, zkratka Cefet-RJ) je jedna z nejvýznamnějších vysokých škol univerzitního typu v Brazílii. Sídlí v brazilském státě Rio de Janeiro. Na univerzitě studuje přibližně 13 623 studentů.
Pod UPS spadá 7 univerzitních kampusů rozmístěných po celém státě Rio de
Janeiro.